# Marilyn Maye
Marilyn Mayeová (* 10. dubna 1928 Wichita, Kansas) je americká jazzová, kabaretní a muzikálová zpěvačka a herečka. 

## Život a kariéra
Narodila se jako Marilyn Maye McLaughlin ve Wichitě v Kansasu v rodině lékárníka, který provozoval obchod s drogistickým a lékárenským zbožím (drugstore). Svou kariéru začala jako dítě v amatérských soutěžích v městě Topeka v Kansasu. Matka ji od 3 let učila zpěvu, doprovázela ji při soutěžích na klavír a dala jí jméno podle zpěvačky Marilyn Millerové. V 9 letech začala chodit na hodiny zpěvu k Rosamondě Nymanové. Po rozvodu rodičů v roce 1942 se přestěhovala s matkou do Des Moines v Iowě.
Ve 14 letech jako žákyně střední školy Amos Hiatt Junior High School zazpívala pro hudební skladatele Hugha Martina a Ralpha Blanea, kteří jí následně umožnili patnáctiminutové rozhlasové vystoupení v Des Moines. Zaznamenala první úspěch. Přestěhovala se do Kansas City v Missouri, kde začala natáčet své první desky a profesionálně zpívat. Později se soustředila na jazz, vystupovala v kabaretech, muzikálech (například na Broadwayi), a hrála divadlo. Steve Allen ji objevil pro televizi, kde 75x vystoupila v jeho show. Donedávna také soukromě vyučovala zpěvu a hlasové technice.
Natočila celkem 15 alb. Světově proslulá byla její interptretace písně Kabaret uvedená ve stejnojmenném muzikálu poprvé v New Yorku na Broadwai 20. listopadu 1966. ( Film byl podle muzikálu natočen až o 6 let později). Ella Fitzgeraldová ji označila za "největší  bílou zpěvačku světa.
Zpívá dosud, poslední koncerty měla v říjnu 2022 a další avizovala ke svým 94 narozeninám. Je pravděpodobně nejdéle aktivní jazzovou interpretkou současnosti.